# 巴索·曲吉坚参
巴索·曲吉坚参（藏語：ཆོས་ཀྱི་རྒྱལ་མཚན，威利转写：chos kyi rgyal mtshan，1402年—1473年）藏族，后藏拉堆人，藏传佛教格鲁派喇嘛，后来被追认为第一世达察活佛。

## 生平
巴索·曲吉坚参出生于藏历水马年（1402年）。他是宗喀巴的亲传弟子，曾任第六任甘丹赤巴。
藏历水蛇年（1473年），巴索·曲吉坚参圆寂。享年72岁。
后来，他被追认为第一世达察活佛。